# Cumbia argentina
La cumbia argentina es un género musical propio de Argentina con influencias de la cumbia colombiana y peruana, aunque con rasgos característicos propios de la movida tropical de ese país, originada durante la segunda mitad de la década de 1950 y con su etapa de desarrollo a partir de 1960. Junto al cuarteto cordobés, surgido a mediados del siglo XX entre la clase obrera cordobesa, conforman la "movida tropical" Argentina. 
Grandes exponentes de la cumbia argentina son Los Wawancó, Los Cumbiambas, Gilda, Ráfaga, Los Palmeras, Damas Gratis, Malagata, Commanche, Los Moykanos, Antonio Ríos, Daniel Agostini, Los Charros, entre otros.

## Historia

### Comienzos
En Argentina, como en otros países de Hispanoamérica, a partir de mediados del siglo XX se comenzaron a escuchar diversos géneros tropicales provenientes del norte de Sudamérica, especialmente la cumbia, ritmo autóctono del Caribe colombiano. La influencia de estos ritmos hizo que surjan en el país artistas de la «música tropical», género que incluía a las diferentes variantes de la cumbia y al cuarteto cordobés. Cada una de las regiones que absorbieron las influencias de este ritmo fueron luego imprimiéndoles su propia impronta, con la constante migración interna que se produjo desde la década de 1940 de habitantes de todo el país (principalmente en el litoral). También fue importante la migración de población proveniente de Bolivia y Perú, donde la cumbia desde hace tiempo estaba arraigada en amplios segmentos de la población. La Cumbia Argentina se distinguía de la original colombiana, ya que se fusionó con ritmos locales como el chamamé y el tango, entre otros. Otra característica particular es la inclusión del flamenco dentro de su musicalización. Así surgen grupos como Chico Novarro y Los Wawancó, los más representativos de esta fusión de géneros de los años '60.
El grupo Los Wawancó fue formado en Argentina en 1955 por jóvenes universitarios de distintos países de América, entre ellos su líder Mario Castellón, de Costa Rica. Es una de las agrupaciones argentinas más famosas de la música tropical, y continúan actualmente activos, habiendo grabado 87 discos de gran popularidad en toda Latinoamérica como "La burrita", "Santa Marta", "La cosecha de mujeres" y "Se va el caimán", entre otros. Su música se basa en la combinación de las composiciones de Loubet y Castellón con la inconfundible voz de Hernán Rojas. 
Por otra parte, en el Gran Buenos Aires comienza el furor de la cumbia colombiana y así nace uno de los primeros grupos de cumbia de chicos de barriada populares en el año 1968, que se llamaron Los Macumbas de la Ciudad de Merlo, con la voz de Tito Arienzo, Jorge Cano con la guitarra, Tito Caro en acordeón y Sergio Burgos en timbales. Los Macumbas llenaban bailantas y parques de diversiones y rápidamente fueron un gran éxito. Así también llegan varios grupos de diferentes lugares del conurbano, como Los Dandis, todos con guitarras eléctricas. Los chicos de Merlo fueron los primeros en utilizar acordeón en la cumbia colombiana, ya que se tocaba con requinto y flautas, como era en Colombia, la verdadera cumbia de Bogotá, Cali y Manizales, con los maestros como Julio Bovea, triufador en todo el continente y verdadero hacedor de la cumbia.
Esto aunado a la llegada de los éxitos del grupo colombiano Cuarteto Imperial, que utilizaba el acordeón, consolidó la expansión de la música tropical en el gusto popular. Cabe destacar que el acordeón también era utilizado en la música argentina, por lo que fue más fácilmente asimilado y adaptado en el mercado local.

### Período 1970-1980: Primeras bailantas y variantes regionales
En la década de 1970 aparecen en el Gran Buenos Aires las primeras "bailantas", lugares donde la gente podía concurrir a bailar chamamé y ritmos tropicales. En el mismo tiempo, la aparición de dos sellos discográficos, primero Magenta Discos y luego, en los '80, Leader Music, posibilitaron la difusión y producción de un mercado tropical. Recién en 1981 abre Tropitango, el primer lugar avocado íntegramente a la cumbia, ubicado en El Talar, partido de Tigre. Para 1991 se contabilizaban alrededor de 40 locales bailables de este género.
Mientras tanto en Santa Fe, bajo la influencia de la música colombiana, comienza la movida que luego sería conocida como "cumbia santafesina", la cual comenzó a tener popularidad debido a la migración en el sur del área metropolitana de Buenos Aires en los años '70, liderada por las bandas Los Palmeras, Los del Bohío y Grupo Trinidad.
En el norte argentino también comienza a formarse una nueva escena de la cumbia argentina con un sonido característico dado por el bombo y los teclados, lo que se conoció luego como "Cumbia norteña". A mediados de la década de los '80, el tecladista Juan Zapana forma en Jujuy el Grupo Sombras, uno de los más destacados de la movida. En 1987 se suma el cantante Antonio Ríos, quien abandona la agrupación en 1989 para luego formar Malagata en 1990.

### Período 1990: Éxitos musicales con solistas
A comienzos de los años '90 el género adquiere una mayor relevancia en los medios de comunicación a través de artistas como Alcides (con su éxito "Violeta"), Ricky Maravilla ("¿Qué tendrá ese petiso?"), Gladys "La Bomba Tucumana" ("La pollera amarilla"), Pocho la Pantera ("El hijo de Cuca") y Lía Crucet ("La güera Salomé"). Todas estas canciones tuvieron alta rotación en las radios y en la televisión, convirtiéndolas en clásicos de la cumbia argentina.

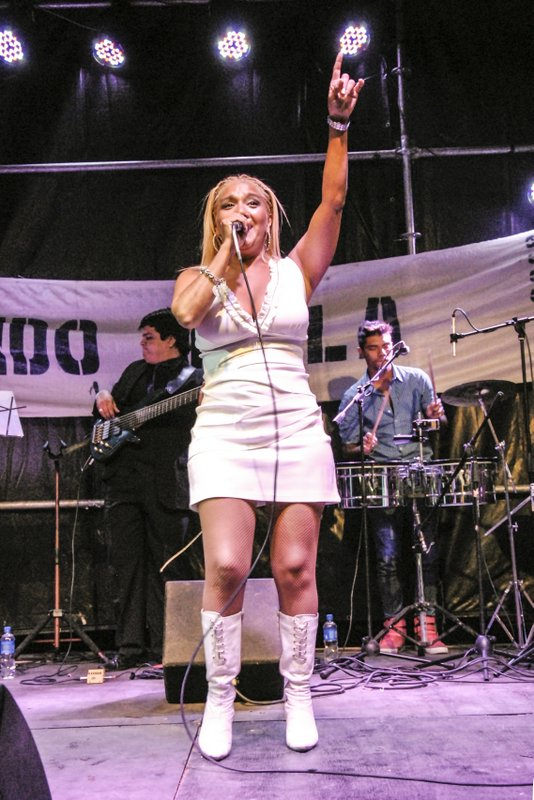
Gladys "la Bomba Tucumana"

En 1992, una futura cantante, Gilda, abandona su carrera de maestra jardinera y graba su primer álbum, "De corazón a corazón", bajo la discográfica Magenta Discos. Luego, de la mano de la discográfica Clan Music, de José "Cholo" Olaya, graba sus álbumes "La única", del que se desprenden los éxitos "Corazón herido" y "La puerta", y de "Pasito a pasito" el éxito "No me arrepiento de este amor", que le abre las puertas a la movida bailantera. Recién en 1995, con su álbum "Corazón valiente", de la mano de la discográfica Leader Music, se gana el amor de un público que la convoca cada vez más a los escenarios, y éxitos como "Fuiste", "Paisaje", "Corazón valiente" y "Un amor verdadero" suelen ser los más difundidos en la radios y programas de televisión. El 7 de septiembre de 1996 Gilda fallece en un accidente de tránsito en la provincia de Entre Ríos.
A principios de 1994 la agrupación Commanche, conformada por jóvenes cordobeses con el apoyo de la discográfica Magenta Discos, ganan popularidad con su éxito "Tonta" (versión del "Grupo Mojado" de México) y comienza a ganar audiencia en radios y programas de televisión. Gracias a eso surge lo que es denominado la movida "Cachaca tropical" y así nacen agrupaciones como "Los Ávila", "Montana", "Diablo", "Peluche", Ráfaga, entre otros, que se caracterizan por interpretar covers de artistas mexicanos como Bronco, Los Bybys, Fugitivos y de Selena. Estas bandas se caracterizaban por su estilo fusion entre cumbia y rock y las llamativas vestimentas de los integrantes de los grupos.
Antonio Ríos alcanza una gran popularidad como solista luego de dejar Malagata, con sus álbumes "La gata" en 1995 y "El maestro" en 1996, que incluye el éxito "Nunca me faltes". La gran cantidad de discos vendidos le permitió alcanzar la distinción de disco de oro y disco de platino, abriéndole además las puertas de otros países de la región. Mientras tanto el Grupo Sombras adquiría nuevamente popularidad con la inclusión de Daniel Agostini como cantante en 1994, que con su éxito "La ventanita" y "Pega la vuelta" del álbum "Boquita de caramelo" se convierte en uno de los discos más vendido en 1996 en el género de la cumbia.
En el año 1997 se lanza Karla, quien lanzó la canción "La indecorosa" y "Lágrima por lágrima", las cuales se convirtieron en éxitos en poco tiempo por toda Latinoamérica, siendo reconocida como la mejor voz femenina de la música tropical después de la fallecida cantante Gilda. El 29 de junio de 2017 Karla falleció después de haber estado internada en el hospital por dos meses por un grave incendio que ocurrió en su casa mientras dormía, sufriendo graves quemaduras en gran parte de su cuerpo.
El 23 de noviembre de 1998 hace su aparición el Grupo Santa Marta, conjunto caracterizado por mantener la base de la cumbia colombiana, combinándola con ritmo melódico mexicano y sonidero argentino (lo que luego se conoció como "Cumbia sonidera"). El grupo se apoyaba en la presencia destacada de su vocalista Hernán Herrera, ofreciendo a su vez un producto que consiguió acaparar el gusto del público argentino, con ritmos pegadizos y sonideros. Con el éxito que representó su primer trabajo discográfico, "Corazón pecador" (del cual su primer corte "Mil Lágrimas" se convirtió en su primer éxito, a la vez de ser la carta de presentación del grupo), el cual vendió más de 100 mil copias tras su estreno, en 1999 fue galardonado como Grupo Revelación, a la vez de extender la difusión de su música en el exterior del país, logrando su consagración principalmente en el Paraguay.

### Período 2000: Incursión de la cumbia villera
El comienzo de los años 2000 tuvo como característica principal la aparición de la "cumbia villera", de la mano de la crisis económica y social que se desarrollaba en el país. 
El ritmo combinaba elementos de la cumbia sonidera con más elementos colombianos y cierta influencia del reggae jamaiquino y de la murga. Sobre esta base, se volcaban letras con fuerte contenido social y testimonial, incluyendo lenguaje soez, cierta apología al consumo de alcohol y drogas y a la delincuencia, por lo que causó un revuelo cultural, con voces a favor y en contra. Los generadores de este movimiento fueron Gonzalo Ferrer (luego líder de la banda Guachín) y Pablo Lescano (ex tecladista de Amar Azul y luego líder de Damas Gratis).
Bandas como Flor de Piedra, Yerba Brava, Meta Guacha, Mala Fama, Pibes Chorros y las ya mencionadas Damas Gratis y Guachín pusieron los cimientos de un género que tuvo un predominio absoluto durante la década, dejando de lado a la cumbia norteña y romántica que había imperado hasta el momento.  
En 2003 surge una variante de este género, la "Cumbia base", que al ritmo sonidero de la cumbia villera le agregó bases electrónicas derivadas de los remix de los temas convencionales, con letras menos agresivas que las de la combia villera. La Base Musical es la primera banda de este estilo, creada por el productor y cantante Oscar Belondi (exlíder de Yerba Brava, luego líder de La Repandilla) y el DJ Andy Arenas (residente del boliche SEM, de Moreno) y comandada por Néstor Bordiola. Tras el éxito de La Base, muchas nuevas bandas se unieron a este movimiento, destacándose El Original, Repiola, Supermerka2 y El Empuje. Al final de la década, con la conversión a solista de Bordiola, creando la banda Néstor en Bloque, la cumbia base tomaría un regreso hacia el romanticismo, sin dejar de hacer letras festivas, surgiendo bandas como Agrupación Marilyn y Los Chicos de la Vía, y solistas como El Polaco (ex cantante de 1 de Kal) y El Dipy (ex cantante de El Empuje).
En 2009 se forma La Delio Valdez, una orquesta de cumbia argentina que busca a través de la inclusión de instrumentos de viento un sonido propio y original. 

### Período 2010-2020: Establecimiento y nuevos subgéneros
Con el comienzo de la década de 2010 se vio un leve descenso en la popularidad de la cumbia villera tal como se había creado, pero estableciéndose en un lugar más clásico, en el que permanecían las variantes más antiguas, como la santafesina, norteña y sonidera.
Con el auge del reguetón caribeño, la cumbia volvió a experimentar cambios con la llegada de la "Cumbia turra", que combinaba elementos de la cumbia base con el ritmo caribeño de moda, principalmente con covers y readaptaciones de las agrupaciones reguetoneras, acompañados de un estilo de moda llamativo pero contemporáneo. Sus máximos exponentes fueron Los Wachiturros, Las Culisueltas, Nene Malo y Los Turros.
La cumbia se establece como un clásico dentro de la música popular argentina con grupos exitosos internacionales como Ráfaga, Amar Azul y La Nueva Luna.
En 2013 se forma en la ciudad de Rosario Girda y los del Alba, formación que nace como homenaje a Gilda y que incorpora posteriormente composiciones propias, sumando diversidad a la riqueza de ritmos tropicales de Santa Fe. Con Vanesa Baccelliere como voz principal, la banda recibe reconocimiento a su trayectoria musical y al activo acompañamiento que realiza, dando visibilidad a luchas por diversas temáticas de género y derechos humanos.
A mediados de la década aparece la agrupación Agapornis, que se dedicaba a realizar covers de canciones de géneros ajenos a la cumbia (principalmente baladas, boleros y rock) con este ritmo. Precisamente además del éxito de esta variante, se sumó un estilo de música más retomando a los instrumentos clásicos de la cumbia en detraimiento de las bases electrónicas, dando como origen la "Cumbia pop" (o "Cumbia cheta", coloquialmente, ya que sus bandas no provenían de barrios bajos). Las bandas uruguayas Marama y Rombai ayudaron al despegue de este subgénero, ya popular en el país vecino.

### Periodo 2020-presente: Unión entre las variantes.
El inicio de la década fue marcado fuertemente por la pandemia de COVID-19 en Argentina, lo que causó el cierre masivo de boliches y estadios. La música, y en especial la cumbia, sufrió fuerte este efecto, pero gracias a aplicaciones de videollamada como Zoom nacieron las "Sesiones de musica", o "Sessions", en donde el artista o cada integrante de un grupo realizaban una sesion conjunta y sincronizada desde sus domicilios o estudios propios, la cual se retransmitía por las redes sociales. 
Estas sesiones permitieron que exponentes de diferentes variantes de la cumbia realicen sesiones en conjunto y combinen sus elementos y ritmos. Con el fin de la pandemia, estas sesiones se trasladaron a estudios profesionales y con los implicados colaborando en persona. 
En esta época post pandémica surge la "Cumbia RKT" (Reguetón - Kumbia - Trap), o "Cumbia 420", lo que sería la evolución de la cumbia turra, en donde la electrónica avanzó sobre el ritmo y se estableció una amalgama entre los géneros que la componen, aunque en muchos temas cada género puede tener un intervalo. Los exponentes más notables son L-Gante, La Joaqui, El Noba, Callejero Fino, Alejo Isaac y BM. 
En tanto la Cumbia Pop se mantuvo gracias a las bandas e intérpretes que surgieron por streaming, teniendo un ritmo más casero. de este modo surgieron bandas como Ke Personajes y La T y La M, y solistas como Emilia Mernes (ex cantante de Rombai), María Becerra, Valentino Merlo y Flor Alvarez. A esto se debe sumar las incursiones de artistas pop como Tini Stoessel, Lali Espósito, Miranda!, raperos como Duki, Rusherking, Emanero y Tiago PZK, cuarteteros como Ulises Bueno, Luck Ra y La K'onga, e incluso cantantes melódicos o folclóricos como Abel Pintos  y Luciano Pereyra.
En tanto también surgieron streamings específicos qué transmiten cumbia, además de entrevistar a los invitados, como "Un poco de Ruido"

## Subgéneros

### Cumbia santafesina
En la década de 1970 aparece la cumbia santafesina (con acordeón) de la mano de Los Palmeras y Los Cumbiambas (entre otros grupos), quienes adaptaron la cumbia colombiana introducida al país por grupos como el Cuarteto Imperial. En pocos años un subgénero nuevo comenzó a surgir en la Ciudad de Santa Fe, el de la Cumbia Santafesina con Guitarra, que se basa en este instrumento como el principal, algo que fue llevado a cabo por Juan Carlos Denis, guitarrista fundador de Los del Bohío y por Juan Carlos Mascheroni, el "Banana", quién luego lideraría otro grupo emblema de este estilo: Los del Fuego.
De esta forma el género de cumbia santafesina quedó dividido en 2 subgéneros, uno que tomaba como instrumento principal al acordeón, y otro que tomaba como instrumento principal a la guitarra. A pesar de que hubo varias bandas de cumbia con guitarra que tuvieron éxito en el país, la Cumbia Santafesina Con Acordeón siempre ha sido más popular y ha tenido mayor trascendencia en la cultura provincial y argentina, siendo el representante más importante del subgénero el grupo Los Palmeras.
En los años 1980 aparecieron nuevas agrupaciones que popularizaron el género e incorporaron nuevas tendencias, como el Grupo Alegría, y el Grupo Trinidad. En 1993 toma el puesto de vocalista de Trinidad Leo Mattioli, quien luego desarrollaría una importante carrera solista hasta su fallecimiento en 2011. Además aparece en escena Tropical Santa Fe, que junto a Los del Palmar (Mario Pereyra se separaría más tarde para ser solista) se constituyen las bandas más exitosas de finales de los 80´s. En 1993 y liderado por Darío Zanco, hace su aparición el Grupo Cali cuya innovación en arreglos y estilo lo distinguen como el más elaborado y de mejor calidad de la escena de la movida santafesina. De Grupo Cali luego se separaría su cantante Sergio Torres para comenzar su carrera como solista.
Con el auge de Mattioli como solista, se popularizaron otros intérpretes qué, sin necesariamente ser santafesinos, adoptaron el suave y romántico ritmo de esta variante, destacandose Uriel Lozano (quien había reemplazado a Mattioli en el grupo Trinidad), Dalila y Karina la Princesita, quien fue apadrinado por Mattioli en su momento. Luego del fallecimiento de Mattioli, la juventud de solistas fue encabezada por su hijo Nico Mattioli, Ángela Leiva y Antho Mattei.
Un hito de la cumbia santafesina fue el recital ofrecido por Los Palmeras en la Final de la Copa Sudamericana 2019 que disputó el equipo del que es hincha gran parte de la banda, Colon de Santa Fe, convirtiendo en éxito la reversión del tema "Soy parrandero": "Soy Sabalero" (por el apodo que recibe dicho club)
Hoy en día la cantidad de grupos es inmensa, superando las 200 agrupaciones solo en la ciudad de Santa Fe y aumentando mucho más el número si tenemos en cuenta a grupos de otras diversas localidades de la provincia. Los grupos más exitosos de la actualidad son: Los Palmeras, Los Bam Band, Sergio Torres, Grupo Cali, Mario Pereyra, Kaniche, Coty Hernández, Grupo Alegría, Grupo Trinidad, La Groupera, Los Lirios, Klandestinos, entre otros.

### Cumbia norteña
En este subgénero de la cumbia argentina predomina el uso de la guitarra eléctrica y un tempo algo más rápido que el de la cumbia colombiana. Es ejecutado por agrupaciones de las provincias del norte de Argentina como Catamarca, La Rioja, Jujuy, Salta, Santiago del Estero y Tucumán. Los grupos norteños argentinos nacieron desde los años 1960, sin embargo, asimilaron influencias de grupos peruanos como Los Continentales y Mirlos de Perú hacia los años 1980. Los principales exponentes son Grupo Malagata, Antonio Ríos, Grupo sombras, Daniel Agostini, Sebastián Mendoza, Luz Mala, La Charanga, entre otros.

### Cumbia villera

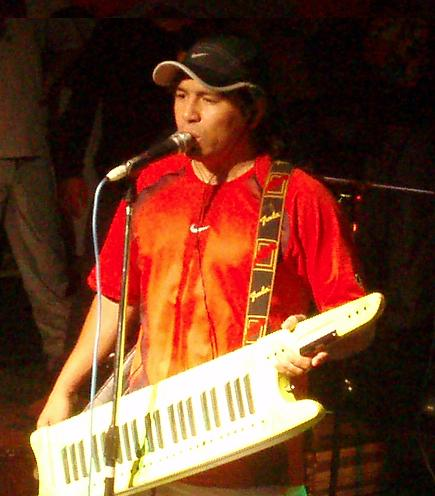
Damas Gratis en un concierto

Originada en 1999 en la zona norte del Gran Buenos Aires, la cumbia villera se destaca por sus letras que abordan temas sobre el sexo, las drogas, el alcohol y la delincuencia con un lenguaje directo y soez.  Este subgénero expuso dos cuestiones: el proceso de transformación de la estructura social argentina y el desarrollo de códigos culturales que permitieron la expresión de un sector social específico en donde la desigualdad social y la pérdida de la capacidad de inserción en el mercado laboral se manifestaban constantemente en sus letras. Una característica principal es que la cumbia villera posee importantes elementos de cultura de la carcelaria que están retratados en sus canciones. Musicalmente es derivada del subgénero chicha y de la sonidera, con una importante presencia de teclados, bajo y güiro. 
Aunque el género ya contaba con algunas bandas antes (como Flor de Piedra, Guachin y Pala Ancha), el nombre de cumbia villera aparece en el año 2000 debido a que fue el nombre del primer disco de Yerba Brava. Pablo Lescano es señalado como el creador de la cumbia villera ya que fue quién grabó, en agosto de 1999, el primer CD de Flor de Piedra. En el año 2000 surgieron numerosas bandas de este estilo como Damas Gratis -banda insignia del movimiento-, Mala Fama y Meta Guacha, a las que luego se sumarían otras como Pibes Chorros, Los Gedes y Supermerk2.
En torno a esta corriente de la cumbia se originaron los cumbieros como subcultura.

### Cachengue
El Cachengue o Rkt es un género en sus inicios era conocido como "cumbia turra". Aunque se la llamaba "cumbia" y se denominaba popularmente como un subgénero de esta (por su origen en la Cumbia Base), en realidad tiene más cercanía al reguetón. Hizo su aparición con el grupo Los Wachiturros en mediados del 2011 donde se hizo popular en países del exterior como en Bolivia, Chile y Uruguay. Fue evolucionando tras el paso de los años, y es también una tribu urbana de Argentina.
Grupos o cantantes turros más importantes: Los Wachiturros, La Champions Liga, Los Nota Lokos, Nene Malo, Tu Papá, Estilo Turro, Las Culisueltas, Los Rompediskotekas y Los Reyes del Turreo y actualmente L-Gante

### Cumbia pop
La cumbia pop es un subgénero popularizado en Argentina en 2011 por las bandas Agapornis, Los Totora y Grupo Play. Combina elementos de la cumbia argentina con influencias del pop. El surgimiento de este estilo se produce en la clase alta rioplatense, a través de amigos que se conocen por haber asistido a prestigiosos colegios o clubes de rugby. Al comienzo, las bandas se caracterizaron por hacer versiones de temas populares del rock y pop en estilo cumbia pop, pero luego fueron incorporando composiciones propias. Este género musical en la actualidad es muy popular en Argentina y Uruguay. 
Los grupos más importantes del subgénero son: Agapornis, Grupo Play, Los Totora y Los Bonnitos. Vale notar que es muy importante la presencia de grupos uruguayos en la escena Argentina, como Rombai y Márama.

## Influencias
Sus raíces musicales son varias, pero más firmemente de la cumbia peruana de la cual toma el estilo de uso de la guitarra eléctrica (que no es único dentro de los diferentes subgéneros de cumbia) y de la cumbia colombiana y vallenato tomando de allí el sonido del acordeón (aunque en la Argentina en lugar de utilizarse el acordeón diatónico, utilizado casi exclusivamente en el chamamé, se suele utilizar el acordeón a piano).
Durante mediados de los años 1980, comienzan a llegar a Argentina éxitos de grupos que también poseían el uso de acordeón del norte, desde México llega el Conjunto Acapulco Tropical y Dulce Rosario y Los Sepultureros, agrupaciones formadas en la década de 1970 que usaban acordeón y guitarra eléctrica. También desde Perú llegan el Cuarteto Continental, Cuarteto Universal y Los Continentales, que también usaban acordeón y el estilo característico de guitarra eléctrica. De este último país también se comienzan comercializar de manera importante una derivación de la cumbia peruana llamada Cumbia Selvática o Amazónica, a través de los éxitos internacionales del grupo Los Mirlos que serían junto con los demás grupos, introducidos del norte parte de la futura "Movida Tropical" a través de disqueras como "CBS" y de "Industrias Eléctricas y Musicales Discos Odeón de Argentina" y algunas peruanas como Industria Fonográfica Peruana S.A. de C.V. mediante convenios con las extranjeras.
En años recientes la cumbia sonidera proveniente del centro de México se ha fusionado con el estilo de cumbia peruana para formar la actual cumbia villera. Aunque también hay grupos sonideros más "puros" como Jambao, y anteriormente Los del Garrote.

### Antepasados folclóricos de la cumbia: el chamamé
La cumbia argentina está ligada al chamamé. La palabra chamamé es de origen guaraní y significa "cobija", "refugio" o "cubrir". Este género es una de las variantes del folclore litoraleño argentino. El folclore, como música nacional, nace en las décadas del '30 y del '40 y se consolida como música que representa a los migrantes del interior del país que llegan a la ciudad de Buenos Aires. Este género se reproducía en las peñas. Esto llevó a que en los '80 emerja un nuevo subgénero: el chamamé tropical, que llegó a Buenos Aires de la mano de los santiagueños y que adoptó la instrumentación propia de la cumbia.Y de esta variante del chamamé, combinado con la cumbia norteña, surgió la Guaracha, un ritmo más festivo y bailable.